# Campeón (combatiente)
Los campeones eran por lo común gente mercenaria que se batían en campo cerrado por las disputas o querellas de otros. 
La costumbre de terminar las pendencias por medio de campeones vino del Norte. De allí pasó a Alemania. Los sajones la llevaron a Inglaterra e insensiblemente se fue introduciendo por toda Europa.
En los tiempos antiguos, en que todas las disputas o cuestiones se terminaban o aclaraban por medio del combate juiciario, los eclesiásticos, los religiosos, las mujeres mismas estaban obligadas a aceptar un desafío, pero se podía confiar el cuidado de su justificación a unos hombres valientes que hacían profesión de batirse a diestro y siniestro.
Estos campeones, cuyo nombre tomaron del campo o lugar en que se batían y de pion, término indiano adoptado por los árabes para denotar un soldado, fueron conocidos en el siglo IX y se multiplicaron muchísimo en los siglos siguientes. Un autor francés dice que en el tiempo de san Luis se obligaba a batirse por la cantidad de tres sueldos y que por este motivo muchas personas tomaban campeones asalariados o los alquilaban por años para defender durante aquel las contiendas que se les ofreciesen, batiéndose indiferentemente con cualquier persona y sobre cualquiera cosa.

## Desarrollo del combate
Cuando se habían elegido dos campeones para decidir sobre la verdad o falsedad de una acusación, era preciso antes que llegasen a las manos que interviniese sentencia para autorizar el combate. Después de que el juez la había pronunciado, el acusado echaba una prenda que por lo común era el guante que recogía el acusador y desde este momento se ponía al uno y al otro en un lugar seguro hasta el día señalado para el combate.
Si en este intervalo se fugaba alguno de los dos, era declarado infame y convencido de haber cometido el crimen que se le imputaba. El acusado, no menos que el acusador, no obtenían el permiso de retirar su palabra o darse por satisfechos, sino después de pagar a su señor el importe de la confiscación de los bienes del vencido que habría tenido lugar si el combate se hubiese verificado.
Antes de que los campeones entrasen en la liza se les rasuraba la cabeza y juraban creer que la persona que defendían tenía la razón de su parte, prometiendo al mismo tiempo defenderla con toda su fuerza y valor. Las armas con que se batían eran una espada y un broquel. En Inglaterra dicen que en un principio fueron un palo y un escudo. Cuando se tenían los combates a caballo se armaban los campeones de todas las piezas necesarias. Las armas se bendecían antes por un sacerdote con muchas ceremonias. Cada combatiente juraba no tener ningún rencor ni resentimiento contra su adversario y para animarse al combate principiaba la acción injuriándose mutuamente y luego llegaban a las manos al son de las trompetas.
Después que se habían dado el número de golpes señalados en el cartel, los jueces del campo echaban una varilla para advertir a los campeones de que el combate había terminado. Si este duraba hasta la noche o concluía con igual ventaja de ambos lados, el acusado era entonces reputado vencedor.
La pena del vencido era la que indicaban las leyes al crimen objeto de aquel combate. Si el delito era de muerte, se desarmaba al vencido, se le sacaba fuera del campo y se le aplicaba inmediatamente la pena señalada, lo mismo que a la parte a quien él defendía. Si había combatido por una mujer, se acostumbraba a quemarla viva.